# Idiocerus fuchsii
Idiocerus fuchsii är en insektsart som beskrevs av Carl Ludwig Kirschbaum 1868. Idiocerus fuchsii ingår i släktet Idiocerus och familjen dvärgstritar. Inga underarter finns listade i Catalogue of Life.